# ホアン・クリソストモ・アリアーガ

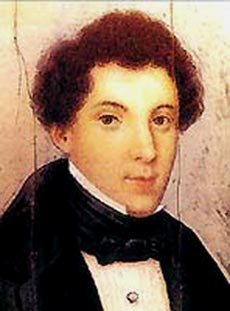
アリアーガの肖像

フアン・クリソストモ・ハコボ・アントニオ・デ・アリアーガ・イ・バルソーラ（Juan Crisóstomo Jacobo Antonio de Arriaga y Balzola, 1806年1月27日 - 1826年1月17日）は、スペインの作曲家。バスク人。スペインのモーツァルトとの異名をとる。

## 概要
ビスカヤ県ビルバオに生まれ、この地で父親と兄によって神童に仕立て上げられた。パリ音楽院に留学して、ヴァイオリンをピエール・バイヨに、対位法と和声をフランソワ＝ジョゼフ・フェティスに師事。優等生だったため、間もなくフェティスの講義の助手となる。20歳の誕生日を前にパリで没した。死因は今なお判然とせず、肺疾患ないしは慢性疲労と伝えられるが、肺病にともなう衰弱・消耗との見方もされる。死後の1890年にはアリアーガの名を冠したアリアーガ劇場がビルバオに開場した。
夭逝したにもかかわらず歌劇、交響曲、3つの弦楽四重奏曲などを手がけたが、今日に伝わる作品は少ない。
死後、信用できる唯一の評伝的資料がフェティスによって書かれたものの、その生涯は脚色され、スペインのナショナリズムに利用された。楽譜も後世の改訂版と原典版に差異が多いなど、混乱も指摘されている。
現在ビルバオ公立図書館のWebサイトでは、現存する自筆譜がPDFファイルで公開されている（外部リンク参照）。

## 作品一覧

### 歌劇
- 「幸福な奴隷 ("Los esclavos felices")」（1820年）:序曲と断片のみ現存。

### 交響曲
- 交響曲ニ長調/ニ短調（1824年）

### 管弦楽曲
- 序曲「九重奏曲」作品1（1818年）
- 軍楽行進曲（1820年）

### 室内楽曲
- 3つの弦楽四重奏曲（ニ短調、イ長調、変ホ長調）
- 八重奏曲

### 宗教曲
- サルヴェ・レジナ
- スターバト・マーテル

### 声楽曲
- カンタータ（"Agar", "Erminia", "All' Aurora", "Patria", "La Hungara"）